# Nissan Violet
Nissan Violet — компактный автомобиль, представленный компанией Nissan в 1973 году. В Японии был известен как Nissan Cherry Store.

## 710 (1973—1977)
Представленный в январе 1971 года Nissan Violet являлся уменьшенной версией Datsun Bluebird 610, который продавался за пределами Японии под названиями Datsun 140J/160J. Исключение составили США, где автомобиль назывался Datsun 710. Модель выпускалась в кузовах седан, купе, фастбэк, универсал и фургон. 
Спортивная модель SSS имеет заднюю независимую подвеску, тогда как другие модели оснащались подрессоренной задней подвеской. На североамериканском рынке автомобили оснащались отдельными бамперами вместо изогнутых деталей, которые используются на других рынках в соответствии с законодательством о бамперах США 1973 года. Первые автомобили на экспортных рынках оснащались крошечными хромированными накладками. Самой мощной версией, продававшейся в Японии, считался 1600 SSS-E с двигателем, оснащённым системой впрыска топлива, мощностью 81 кВт (110 л. с.) при 6200 об/мин. На экспортных рынках 160J SSS выдавал мощность 70 кВт (95 л. с.). В Японии 1,8-литровый двигатель стал устанавливаться на Datsun 710 с октября 1975 года. На легковые такси устанавливались двигатели, работающие на сжиженном природном газе. 
Продажи автомобиля начались параллельно с Toyota Carina первого поколения. Сам Nissan Violet является первым автомобилем компании с кузовом в стиле бутылок Coca-Cola. Однако вскоре таксомоторные компании отказались приобретать Nissan Violet, и в ходе радикального рестайлинга, проведённого в феврале 1976 года, была изменена задняя часть. Это обеспечило больше пространства и комфорта для пассажиров, а также минимизировало количество слепых зон. 
Четырёхдверный седан получил индекс 711. 

### Галерея

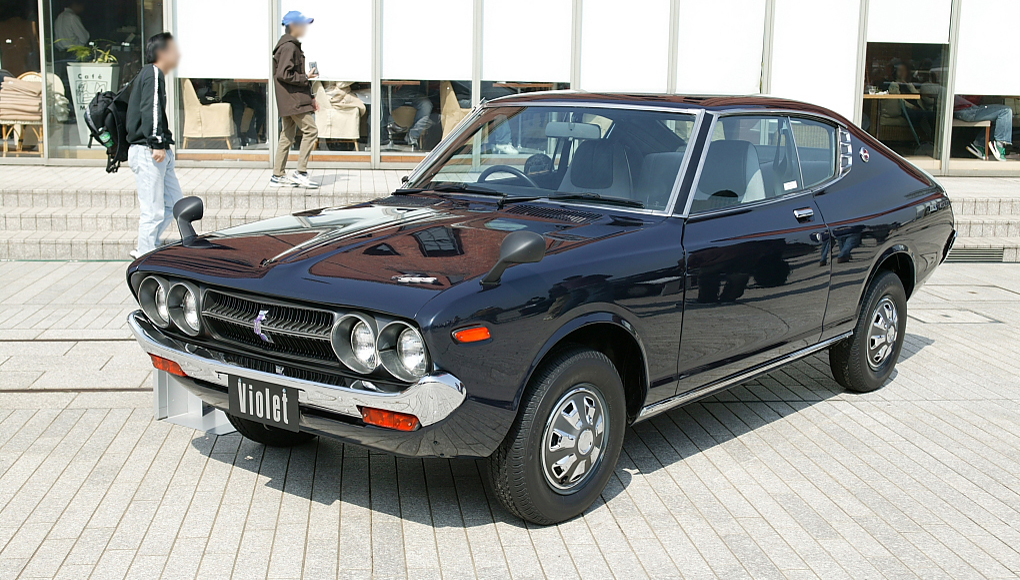
Datsun Violet 710
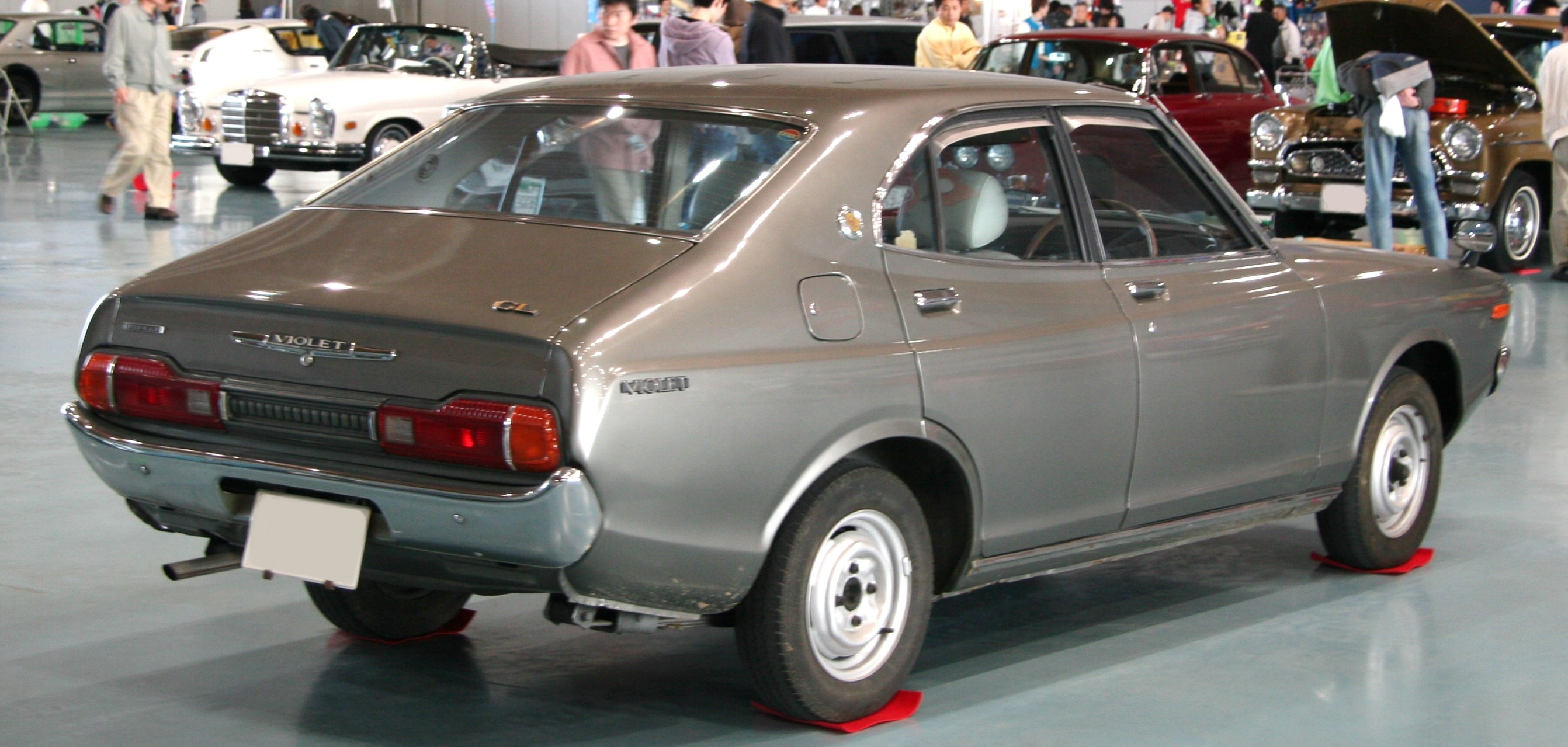
Datsun Violet GL
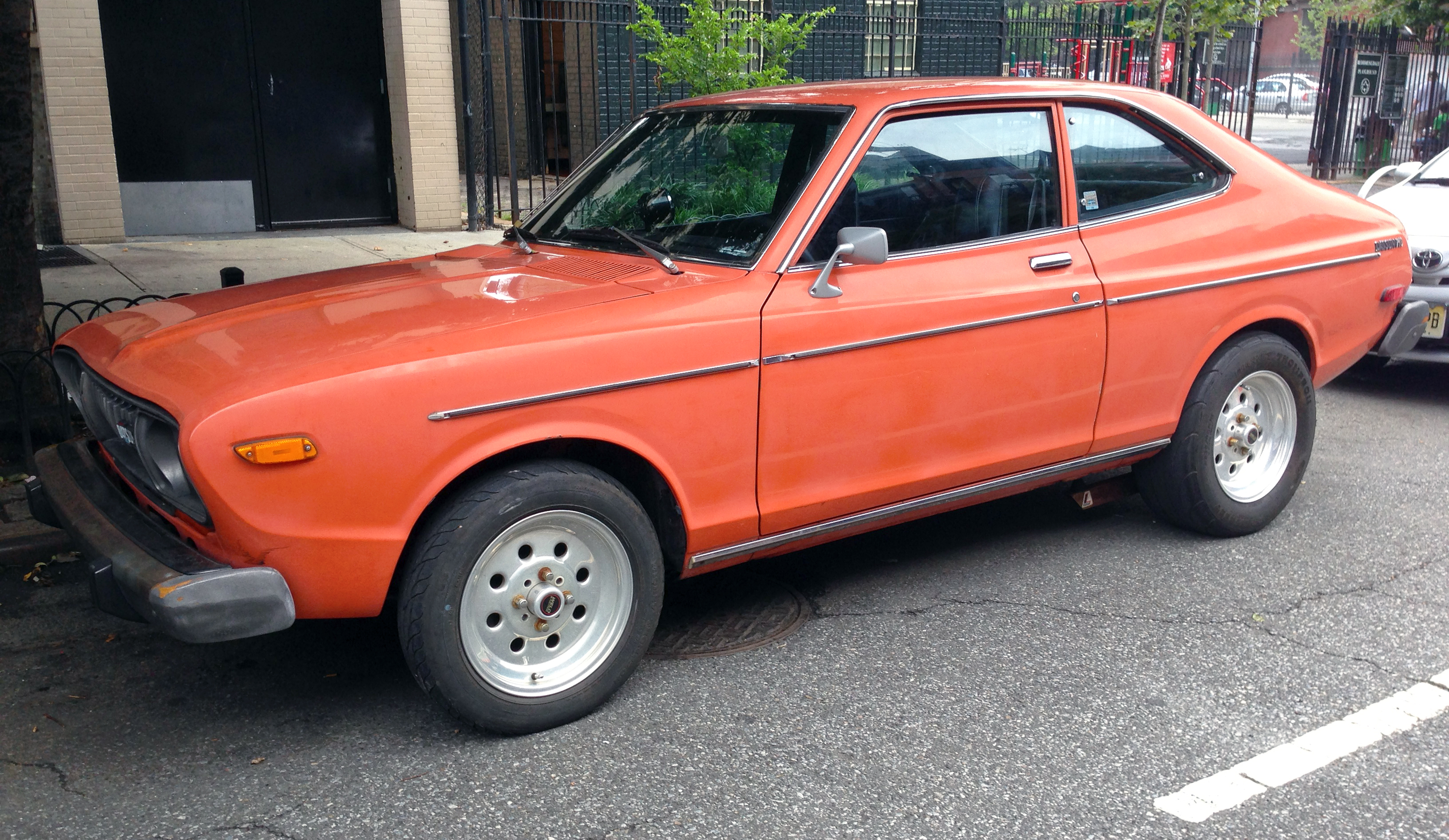
Datsun 710 (1975—1976)
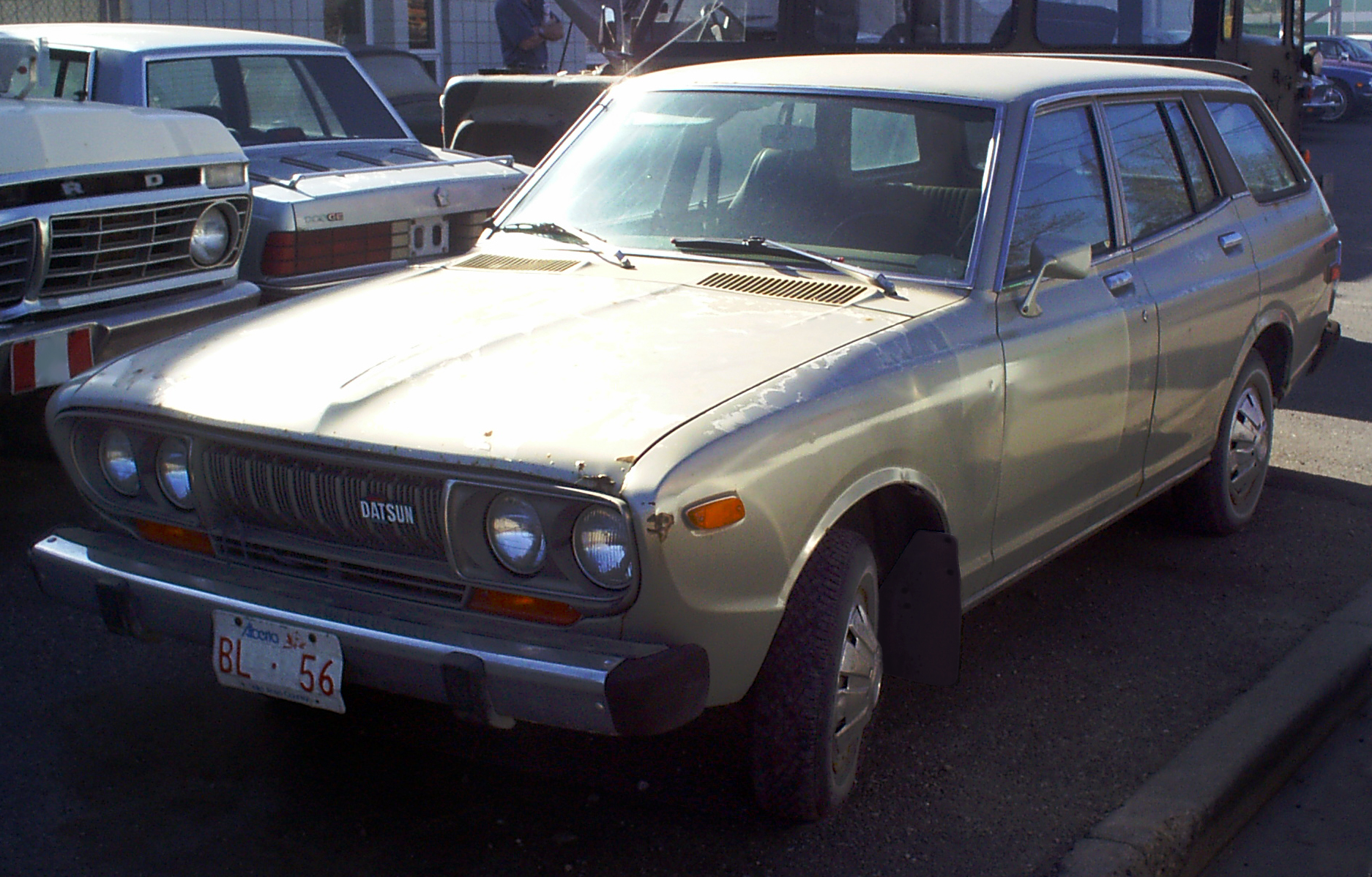
Datsun 710 (Северная Америка)
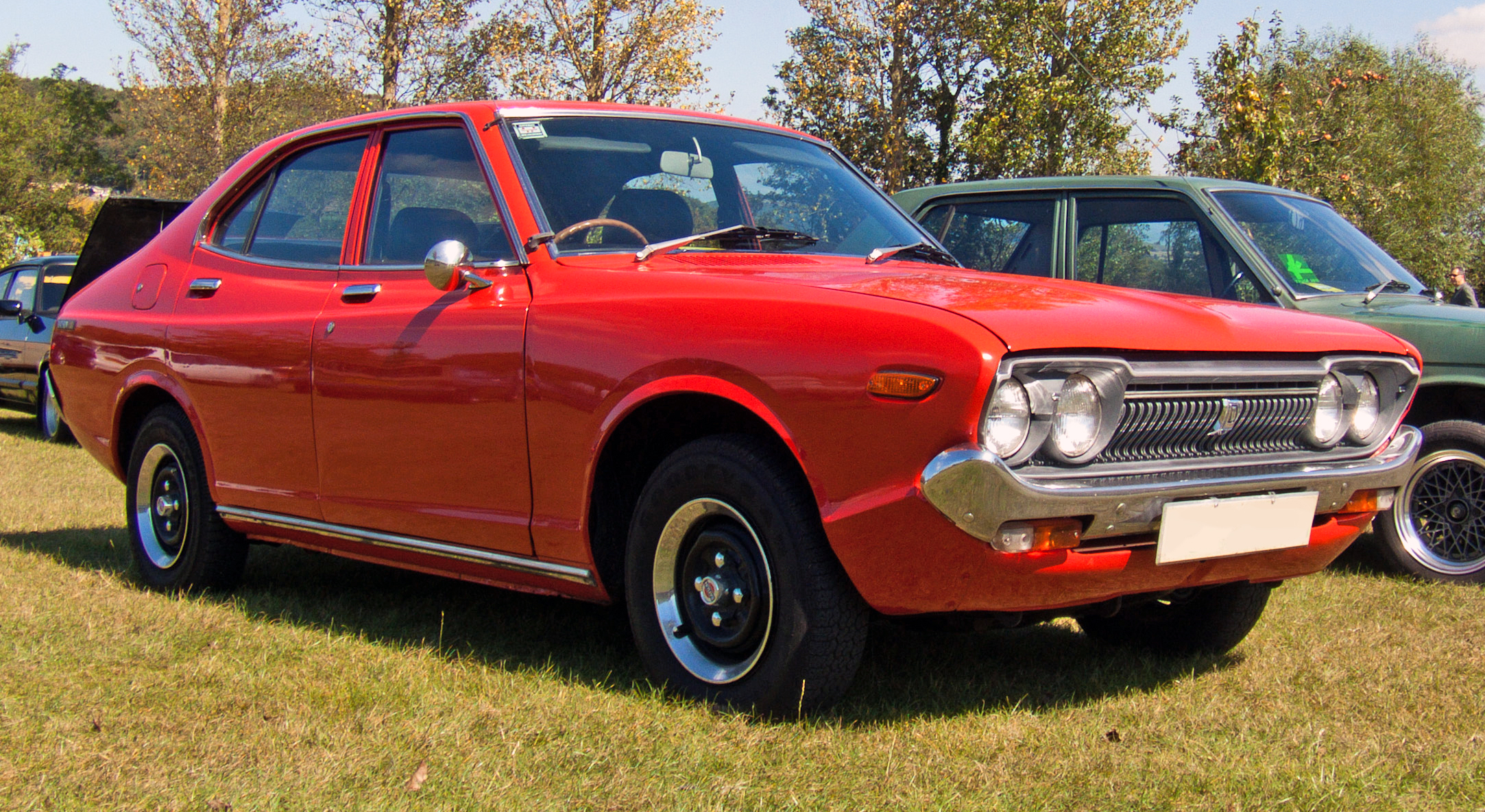
1974 Datsun Violet 140J

## A10 (1977—1981)
Nissan Violet A10 был представлен в мае 1977 года. По сравнению с предшественником, площадь остекления увеличена на 10%. В Японии автомобиль назывался Nissan Auster. В августе 1977 года в продажу также поступил Stanza. В разных странах автомобилю присваивались названия Skyline, Sunny и Cherry Store. В Австралии автомобиль назывался Datsun Stanza, а в Канаде и США — Datsun 510.

### Галерея

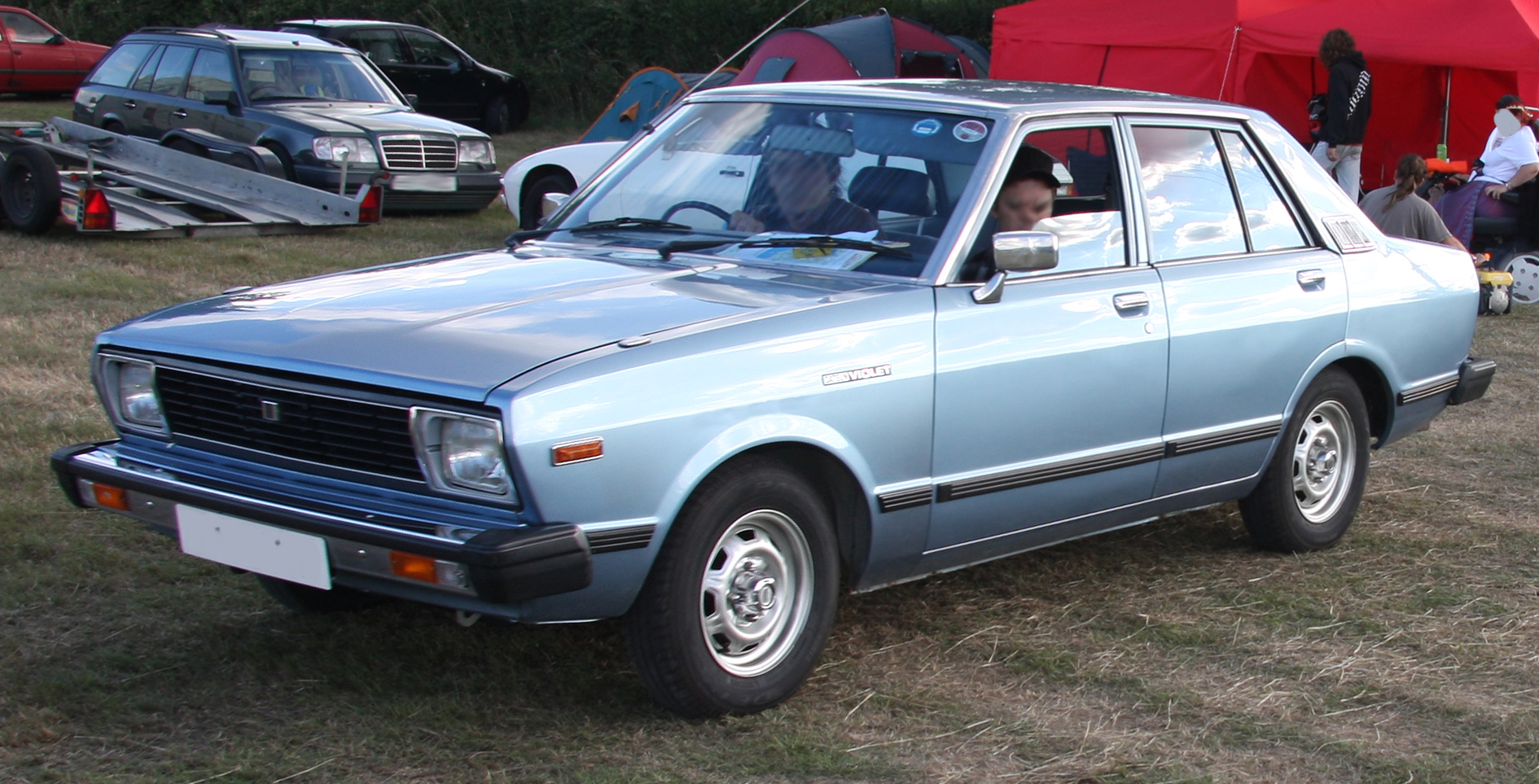
Datsun Violet 140J
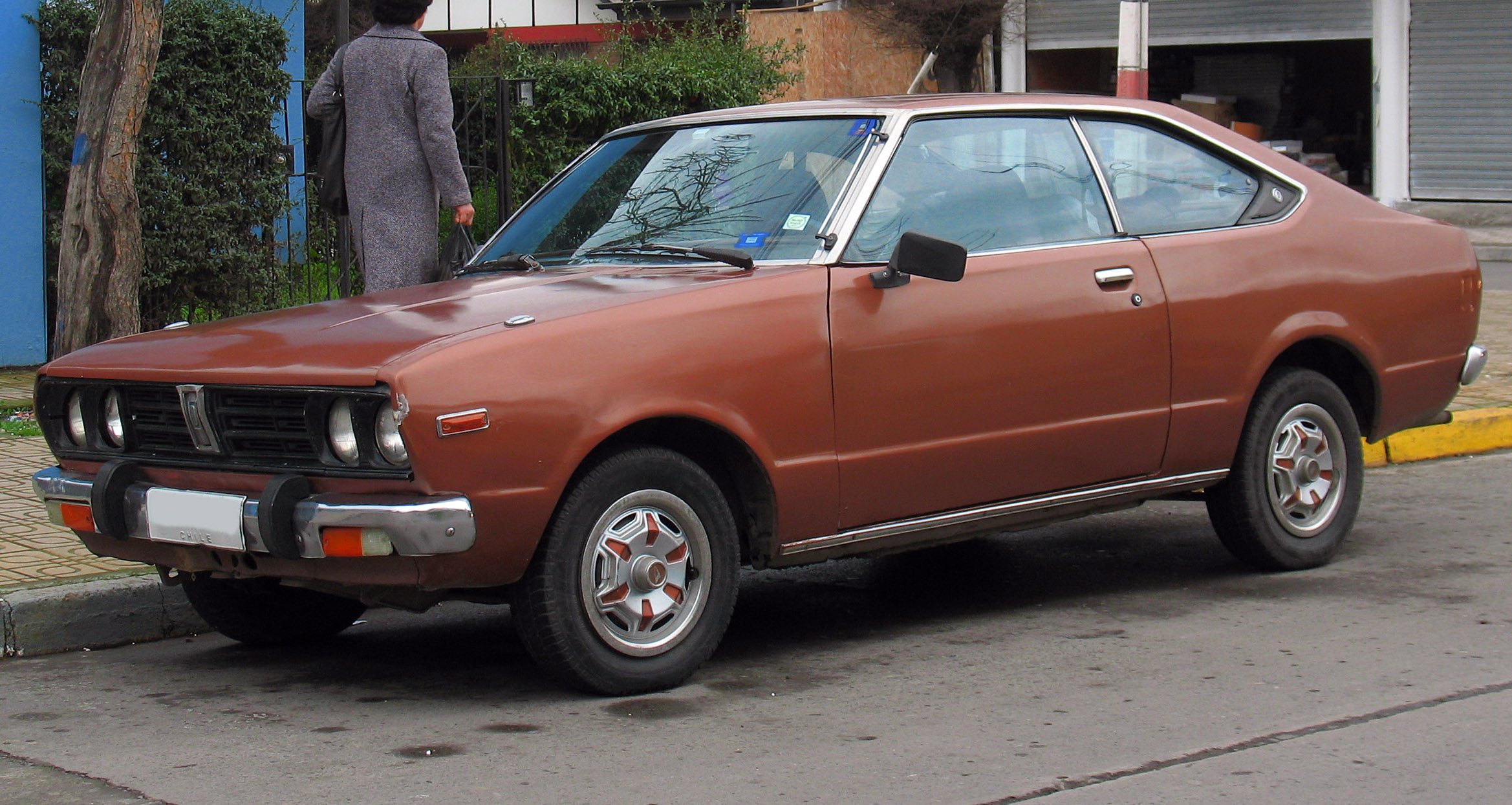
Datsun 160J (A10)
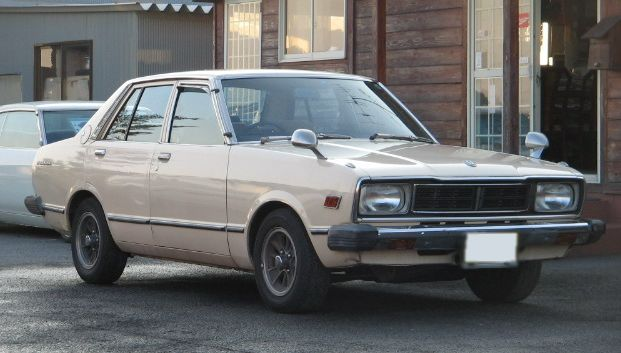
Nissan Stanza (A10, Япония)
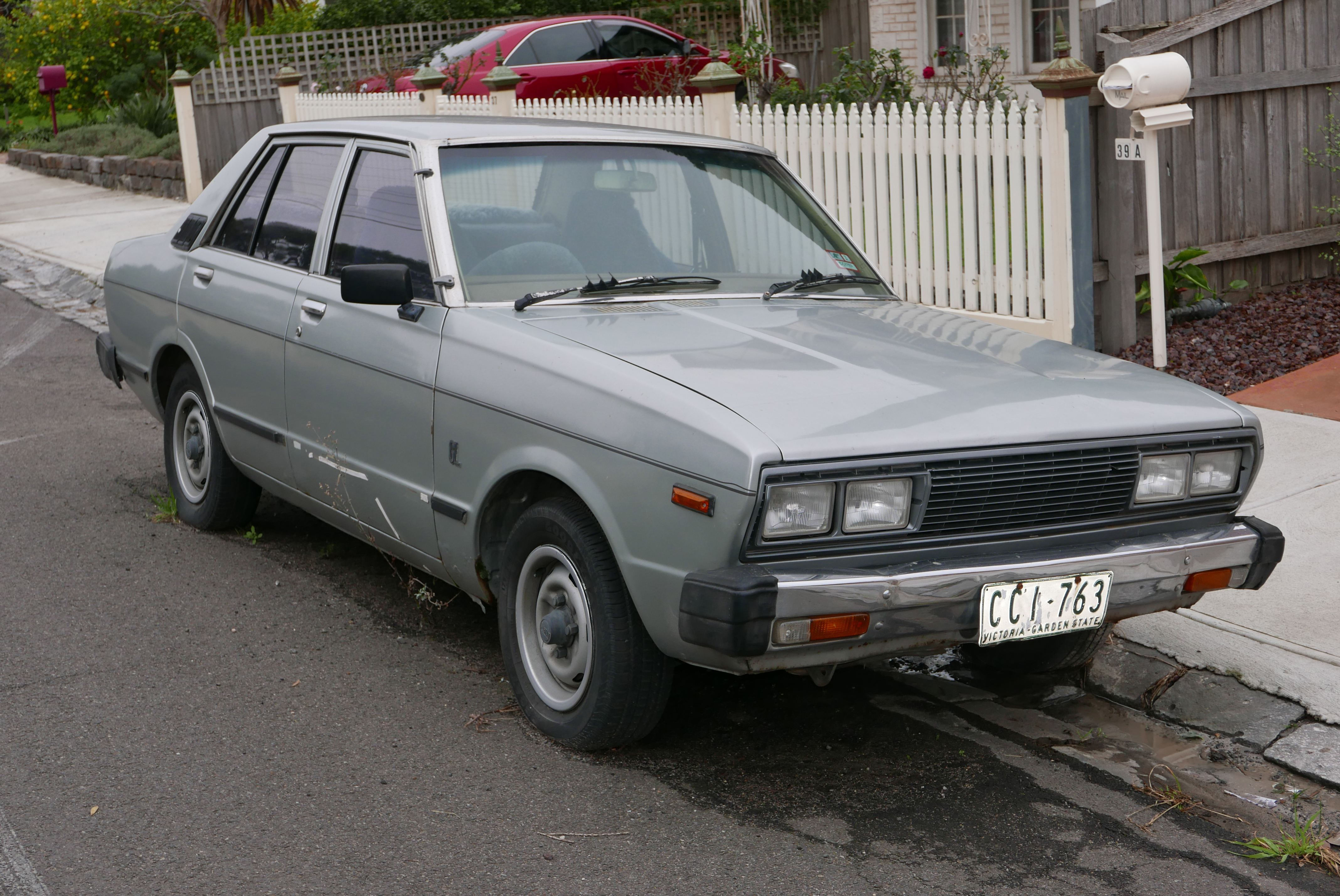
1982 Datsun Stanza GL (A10, Австралия)
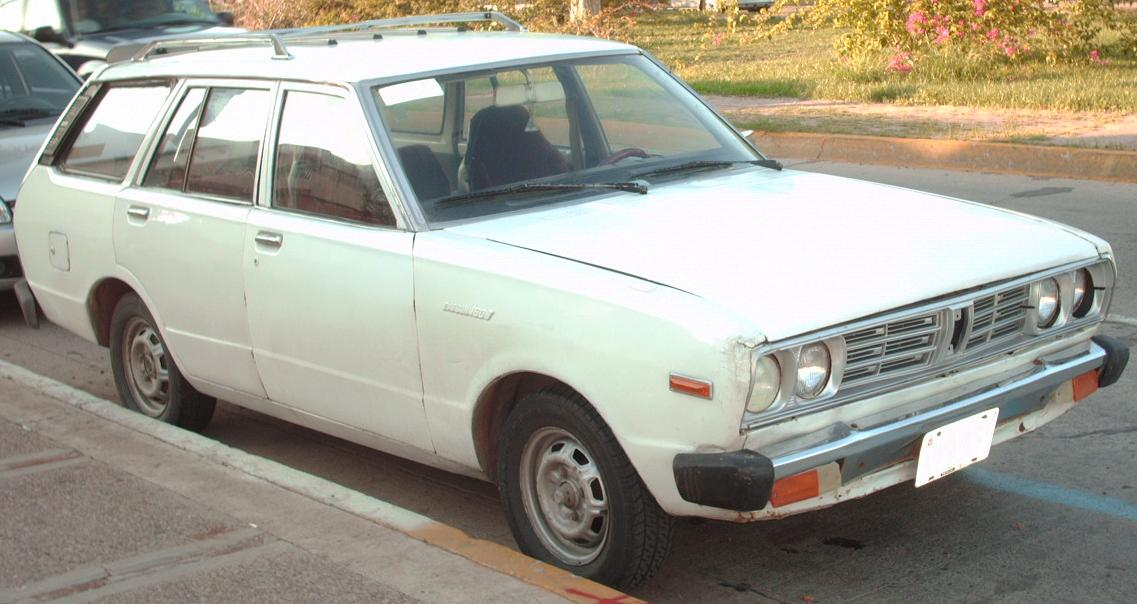
1977—1981 Datsun 160J
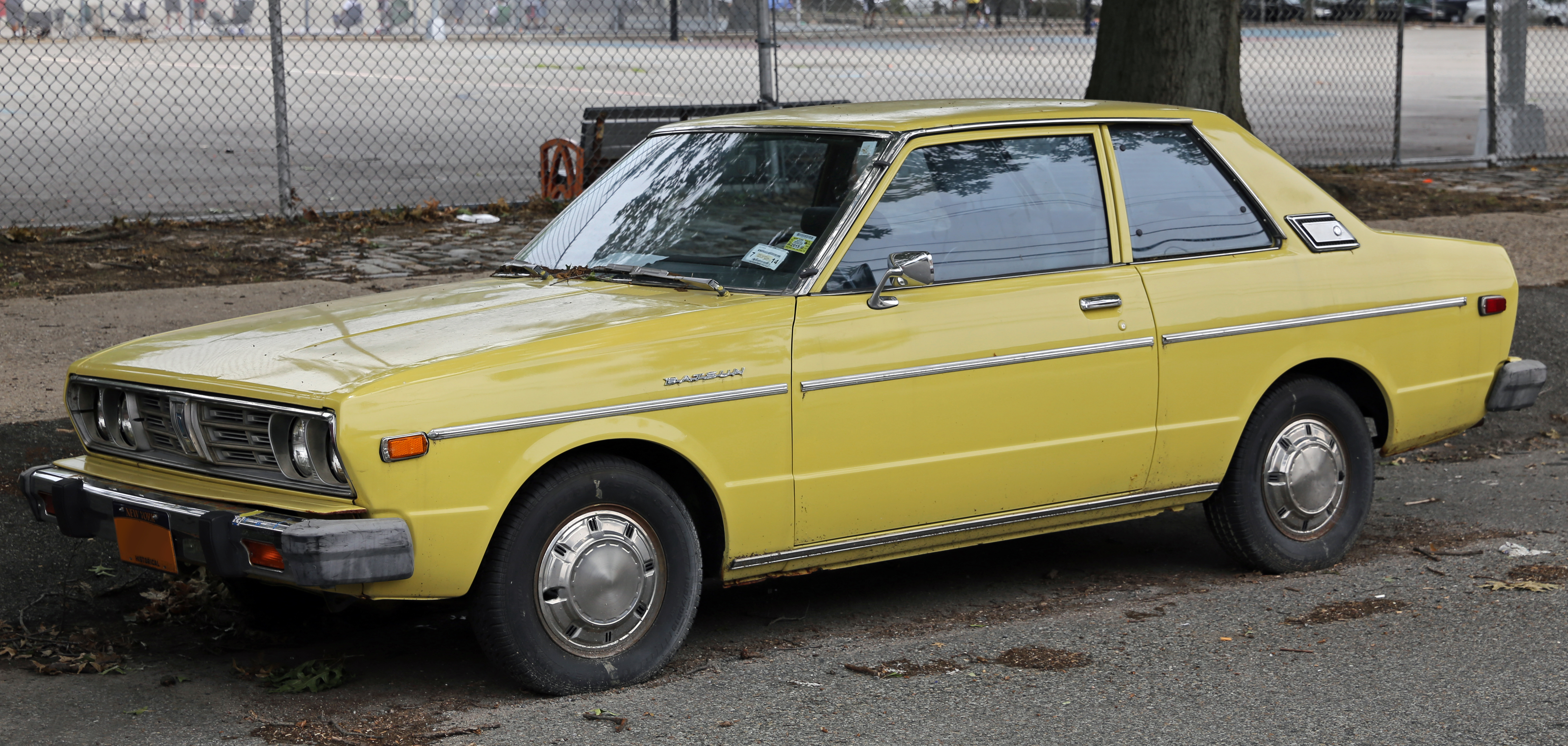
1978 Datsun 510 (США)
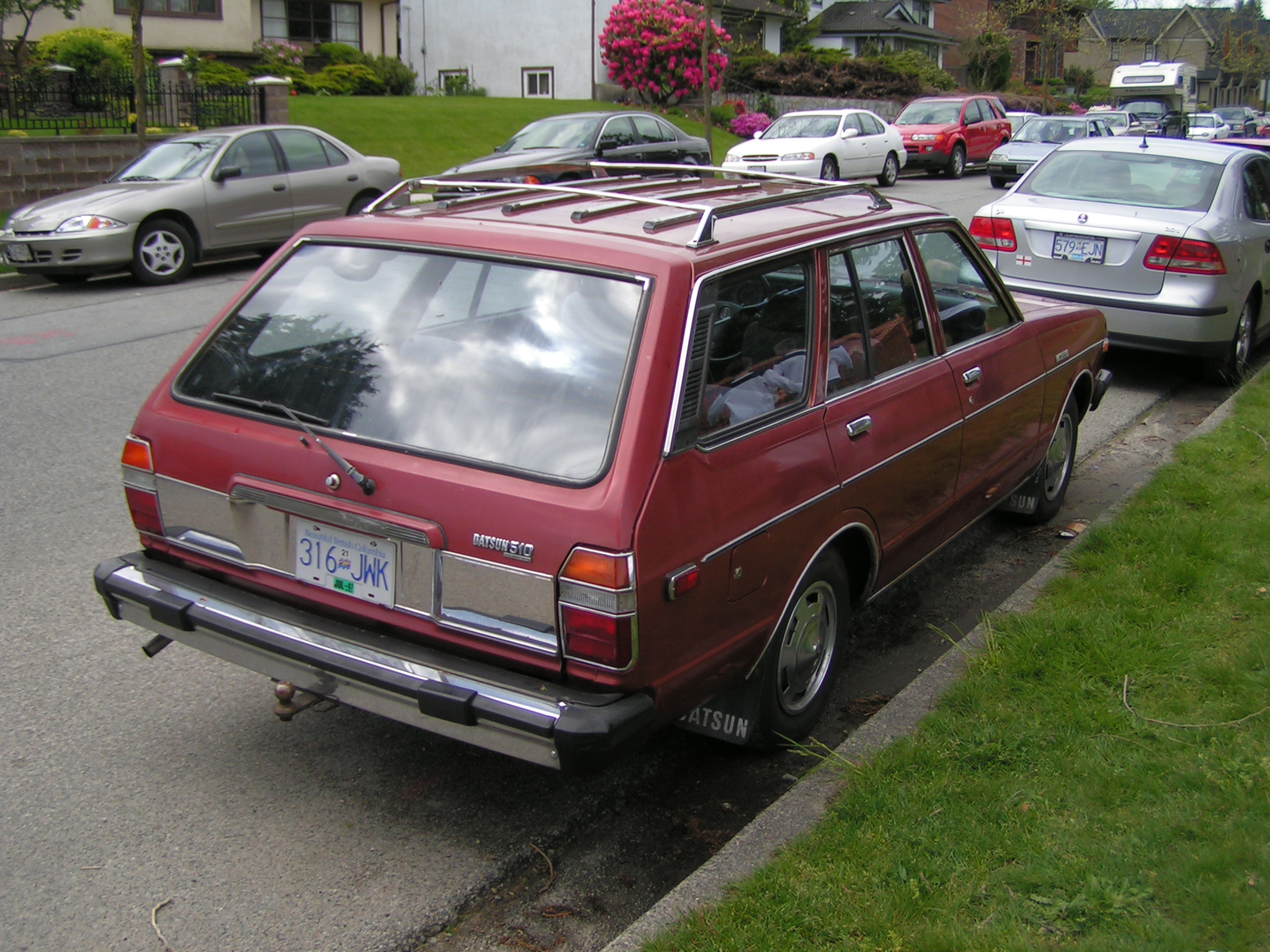
Datsun 510 (A10, США)
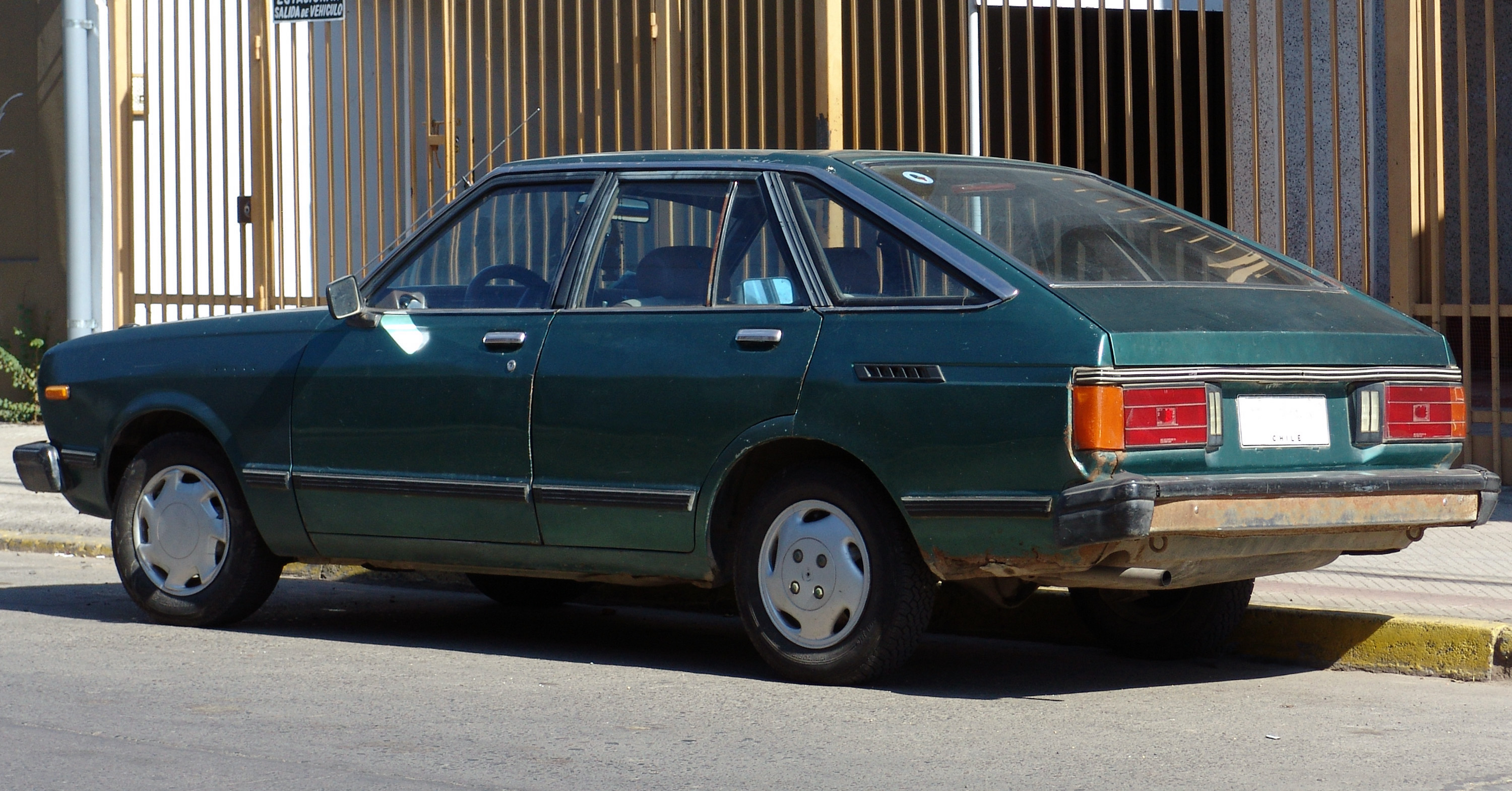
1981 Datsun 160J
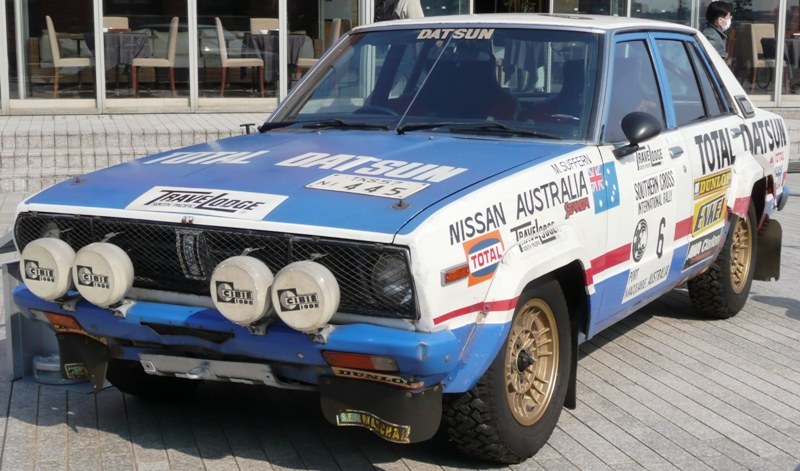
Раллийный автомобиль

## T11 (1981—1986)
Переднеприводной Nissan Stanza был представлен в 1981 году. Продажи автомобиля осуществлялись в Великобритании до 1996 года. В разное время автомобиль продавался в США, Японии, Бельгии, Новой Зеландии, Тайвани, Европе и других рынках.

### Галерея

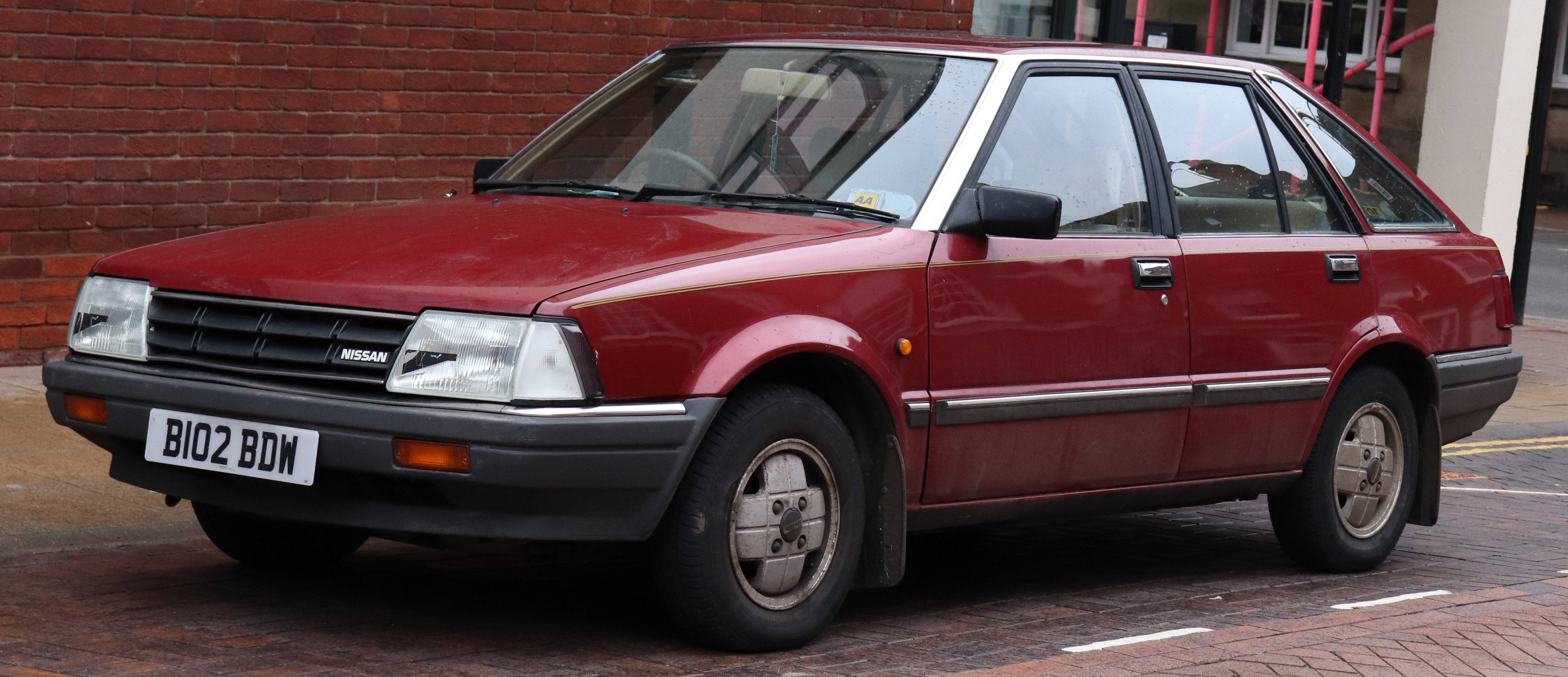
1984 Nissan Stanza SGL
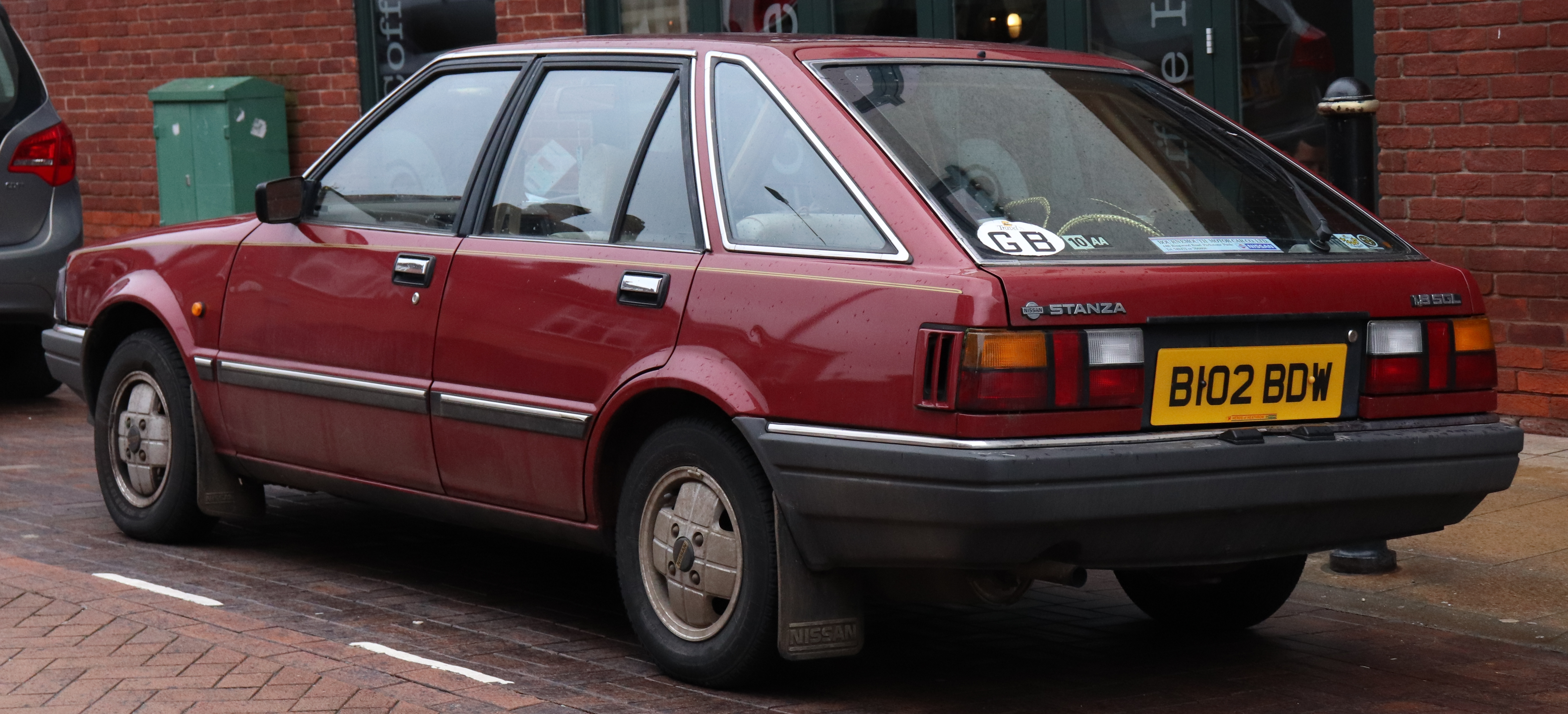
Nissan Stanza 1.8 SGL (Великобритания)
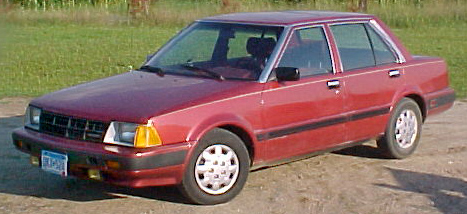
Nissan Stanza
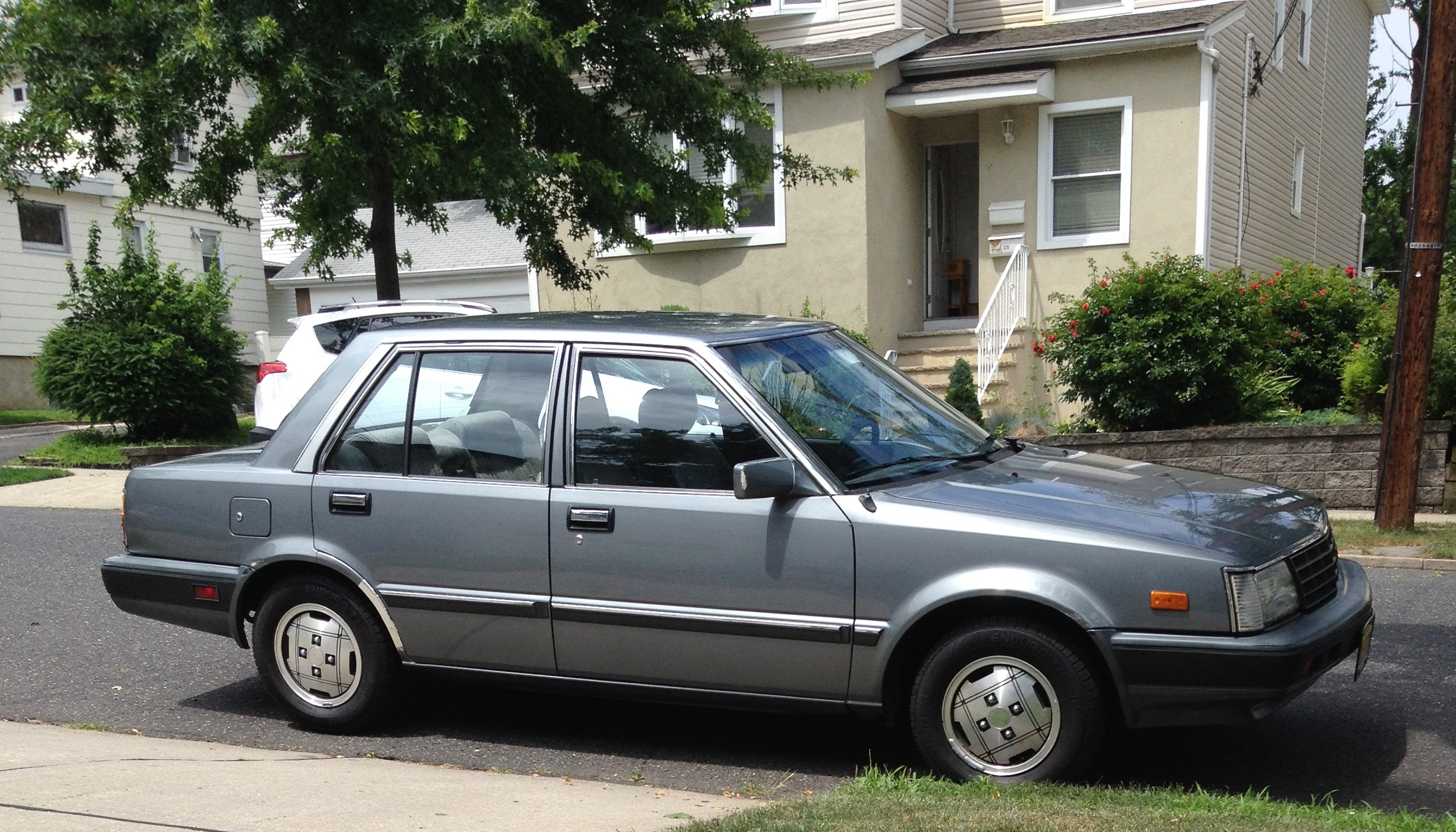
Nissan Stanza GL

## T12 (1986—1990)
В 1986 году модельный ряд автомобилей Auster и Stanza был обновлён: автомобили выпускались с прямоугольным дизайном. В разное время автомобили поставлялись в Японию, США и на некоторые другие рынки.

### Галерея

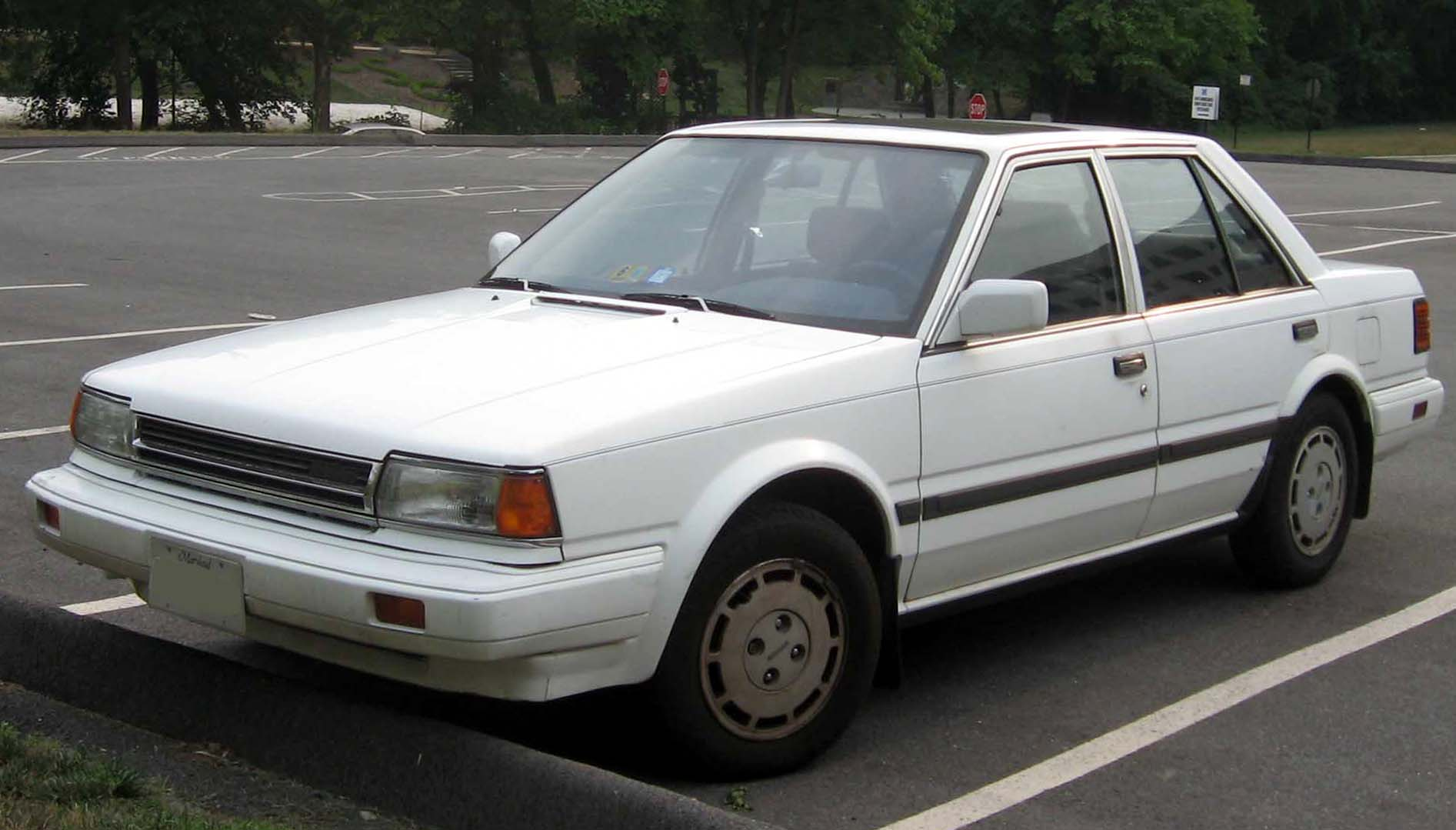
1987—1989 Nissan Stanza GXE
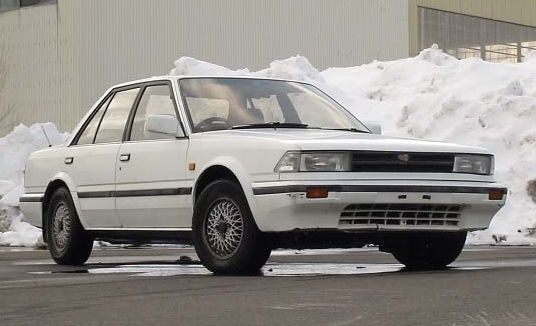
Nissan Stanza T12
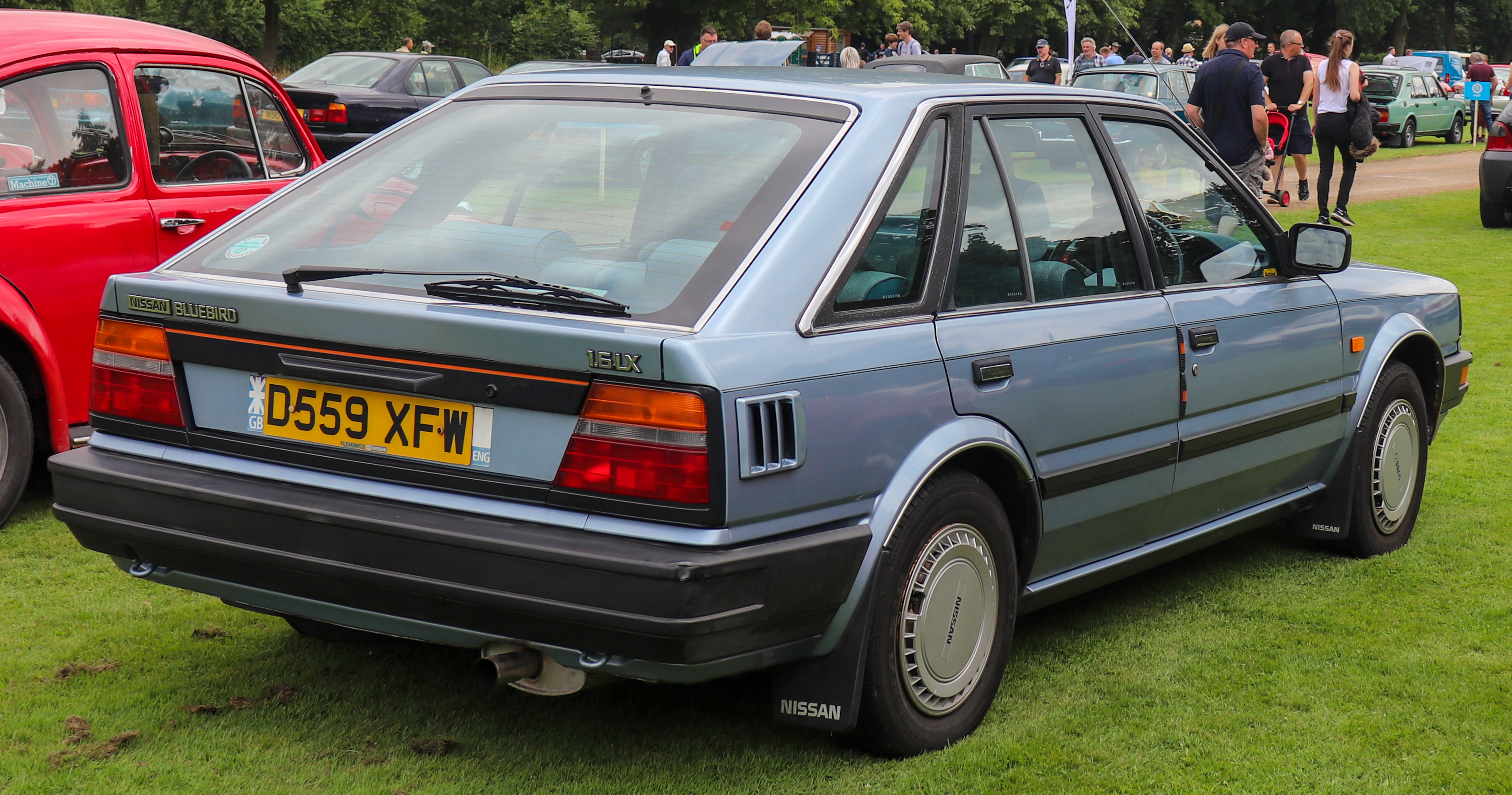
1987 Nissan Bluebird 1.6 LX
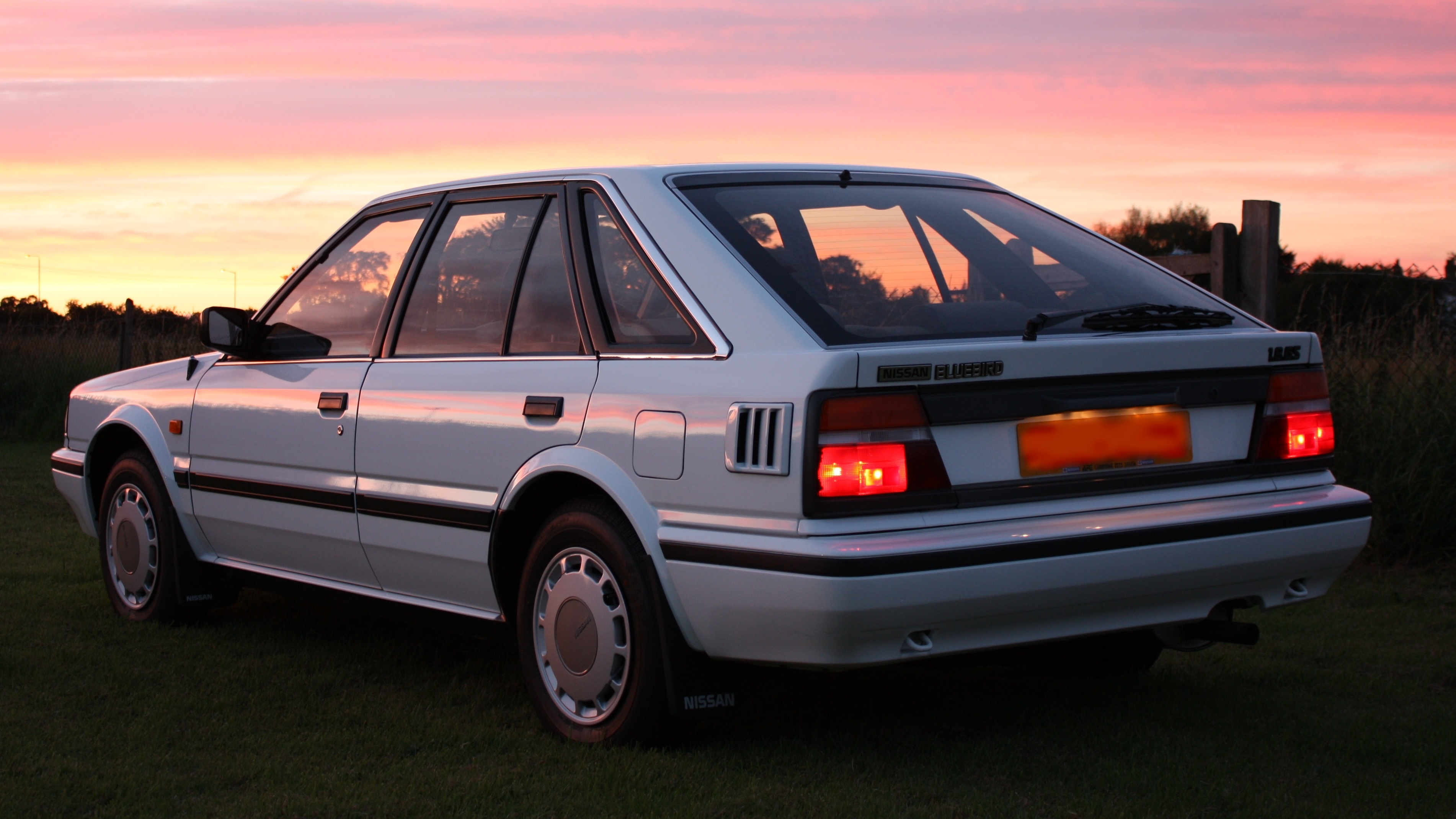
1989 Nissan Bluebird 1.8 GS
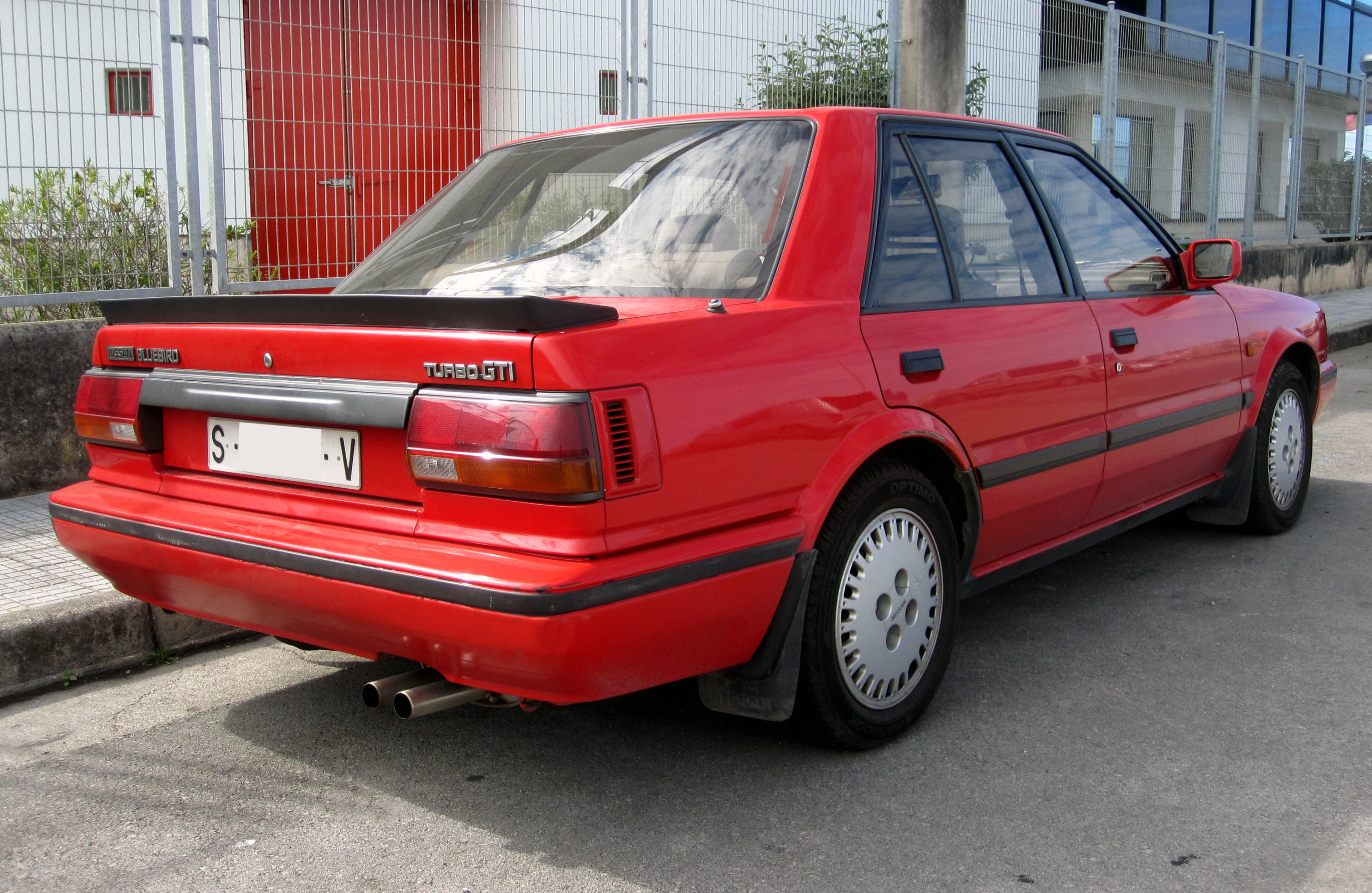
1990 Nissan Bluebird Turbo GTI
Nissan Auster (T12)

## U12 (1989—1992)

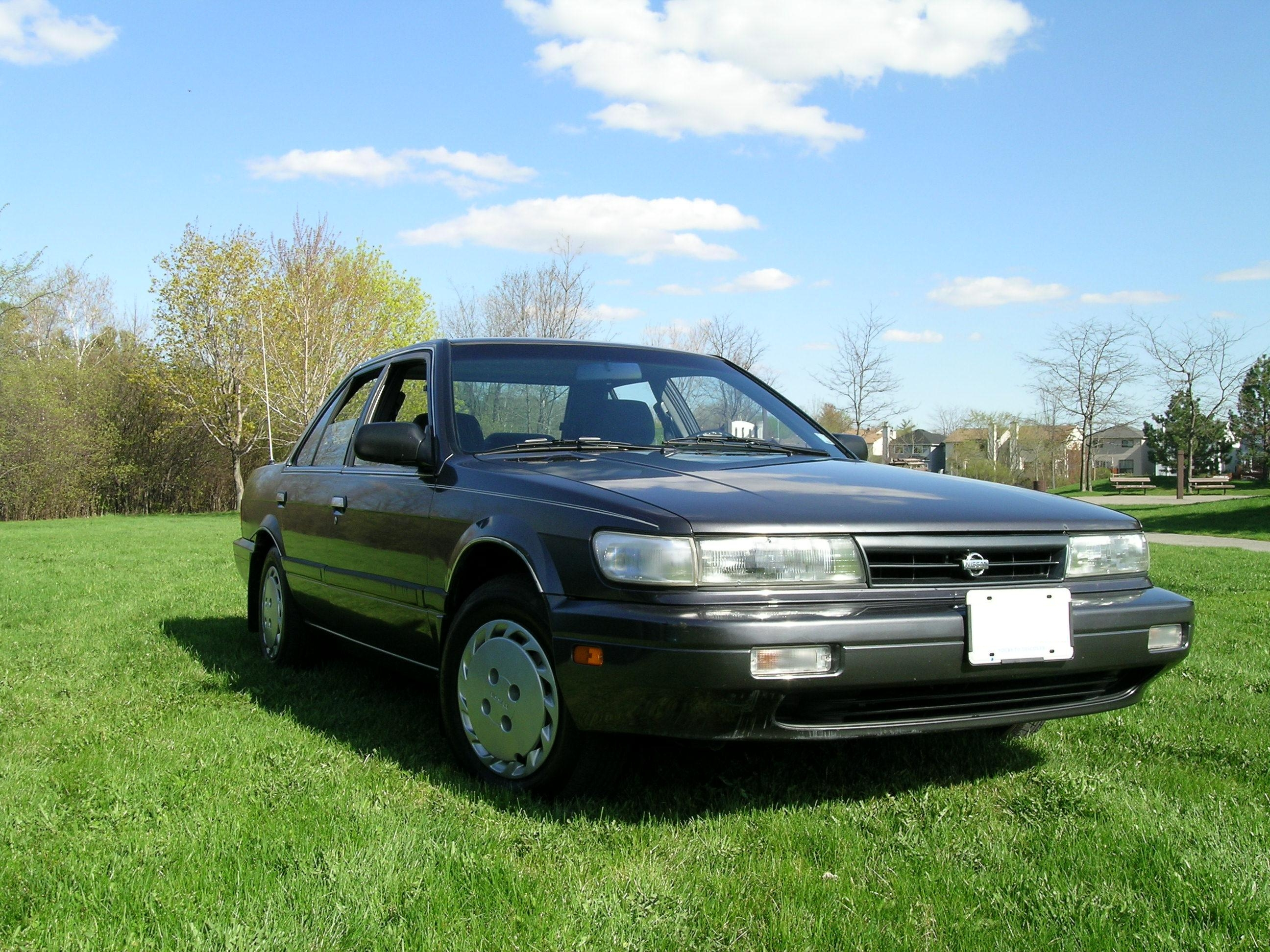
1991 Nissan Stanza XE (U12)

В 1990 году американская версия Stanza была заменена базовой моделью Nissan Bluebird (U12). В Японии Auster и Stanza были заменены моделью Nissan Primera.
Автомобиль выпускался в комплектациях SE, XE и GXE. В 1992 году Nissan Violet был снят с производства.